# Iglesia de la Asunción de Mediano

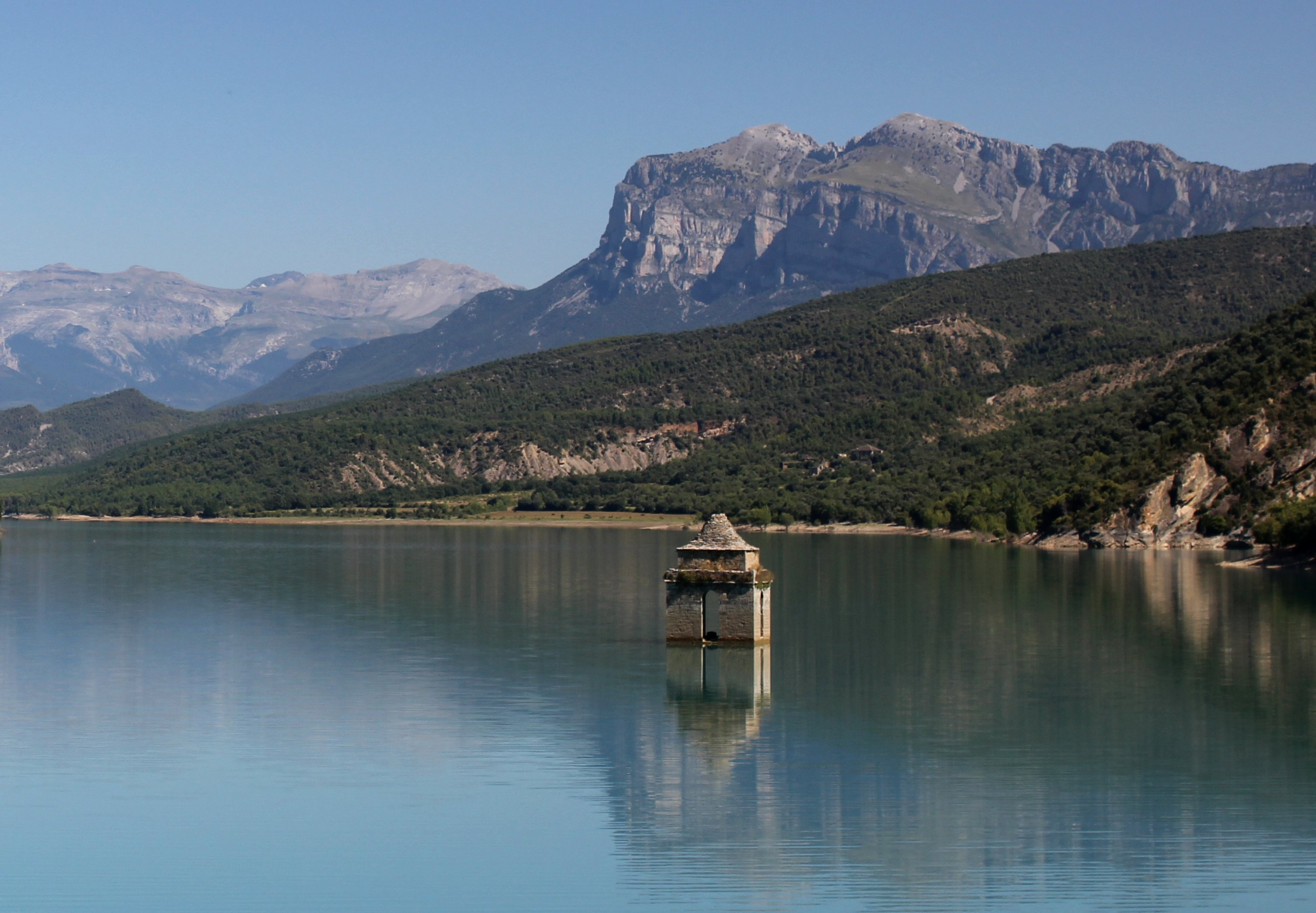
Iglesia de Mediano sumergida

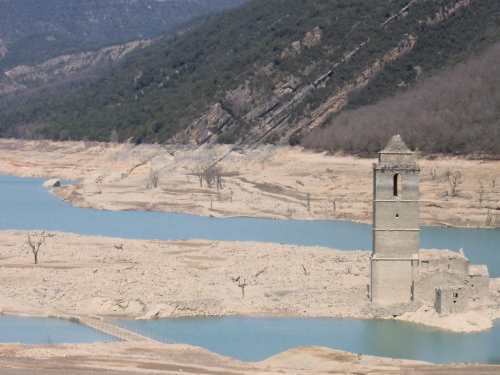
Iglesia de Mediano.

La Iglesia de la Asunción de Mediano, conocida popularmente como la dama del lago, es una iglesia sumergida del siglo XVI situada en el pueblo antiguo de Mediano, municipio de La Fueva, provincia de Huesca, España . Ambos quedaron anegados por el Embalse de Mediano.
Consta de una nave de tres tramos, los centrales cubiertos por bóveda de crucería, y el ábside de forma rectangular por una de medio cañón. En el dintel para acceder a la sacristía se puede observar la fecha 1589.
A su lado se encuentra un esconjuradero del siglo XVII. 